# Selaginella rosea
Selaginella rosea är en mosslummerväxtart som beskrevs av Arthur Hugh Garfit Alston. Selaginella rosea ingår i släktet mosslumrar, och familjen mosslummerväxter. Inga underarter finns listade i Catalogue of Life.